# Italie aux Jeux olympiques d'été de 1972
L'Italie participe aux Jeux olympiques d'été de 1972 à Munich en Allemagne de l'Ouest. 224 athlètes italiens, 197 hommes et 27 femmes, ont participé à 123 compétitions dans 19 sports. Ils y ont obtenu 18 médailles : 5 d'or, 3 d'argent et 10 de bronze.

## Médailles
| Médaille | Discipline    | Épreuve                      | Athlète                                                                                    | Performance | Date |
| -------- | ------------- | ---------------------------- | ------------------------------------------------------------------------------------------ | ----------- | ---- |
| Or       | Plongeon      | Plateforme 10 mètres hommes  | Klaus Dibiasi                                                                              |             |      |
| Or       | Équitation    | Saut d'obstacles individuel  | Graziano Mancinelli                                                                        |             |      |
| Or       | Escrime       | Fleuret femmes               | Antonella Ragno-Lonzi                                                                      |             |      |
| Or       | Escrime       | Sabre hommes par équipe      | Michele Maffei, Mario Aldo Montano, Mario Tullio Montano, Rolando Rigoli, Cesare Salvadori |             |      |
| Or       | Tir           | Fosse olympique              | Angelo Scalzone                                                                            |             |      |
| Argent   | Plongeon      | Tremplin 3 mètres hommes     | Franco Cagnotto                                                                            |             |      |
| Argent   | Équitation    | Concours complet individuel  | Alessandro Argenton                                                                        |             |      |
| Argent   | Natation      | 400 mètres nage libre femmes | Novella Calligaris                                                                         |             |      |
| Bronze   | Plongeon      | Plateforme 10 mètres hommes  | Franco Cagnotto                                                                            |             |      |
| Bronze   | Équitation    | Saut d'obstacles par équipe  | Vittorio Orlandi, Raimondo D'Inzeo, Graziano Mancinelli, Piero D'Inzeo                     |             |      |
| Bronze   | Tir           | Fosse olympique              | Silvano Basagni                                                                            |             |      |
| Bronze   | Natation      | 800 mètres nage libre femmes | Novella Calligaris                                                                         |             |      |
| Bronze   | Natation      | 400 mètres 4 nages femmes    | Novella Calligaris                                                                         |             |      |
| Bronze   | Athlétisme    | 200 mètres hommes            | Pietro Mennea                                                                              |             |      |
| Bronze   | Athlétisme    | 1500 mètres femmes           | Paola Cacchi                                                                               |             |      |
| Bronze   | Lutte         | Poids légers, 62 - 68 kg     | Gian Matteo Ranzi                                                                          |             |      |
| Bronze   | Lutte         | Poids mouche 48 - 52 kg      | Giuseppe Bognanni                                                                          |             |      |
| Bronze   | Haltérophilie | 67,5-75 kg                   | Anselmo Silvino                                                                            |             |      |